# Grand Coyer
Le Grand Coyer est un sommet du massif du Pelat dans les Alpes du Sud françaises, culminant à 2 693 mètres d'altitude et situé dans le département des Alpes-de-Haute-Provence. Il se trouve à cheval sur les communes de Thorame-Haute et Colmars-les-Alpes. Il domine le Petit Coyer, au nord-ouest, qui s'élève à 2 580 m d'altitude.
Cette montagne abrite par endroits une faune et une flore très riches qui ont fait l'objet d'études scientifiques notamment du côté de Peyresq (commune de Thorame-Haute). Le loup s'est réinstallé dans le massif du Grand Coyer.
Elle est actuellement exploitée pour ses pâturages par des éleveurs ovins. Plusieurs cabanes permettent d'y accueillir un berger.
Elle pourrait faire l'objet d'un classement au titre du programme Natura 2000 pour une superficie de 4 642,52 hectares (ZNIEFF terrestres de type I : 2 04-126-163),,.